# Plastisfera

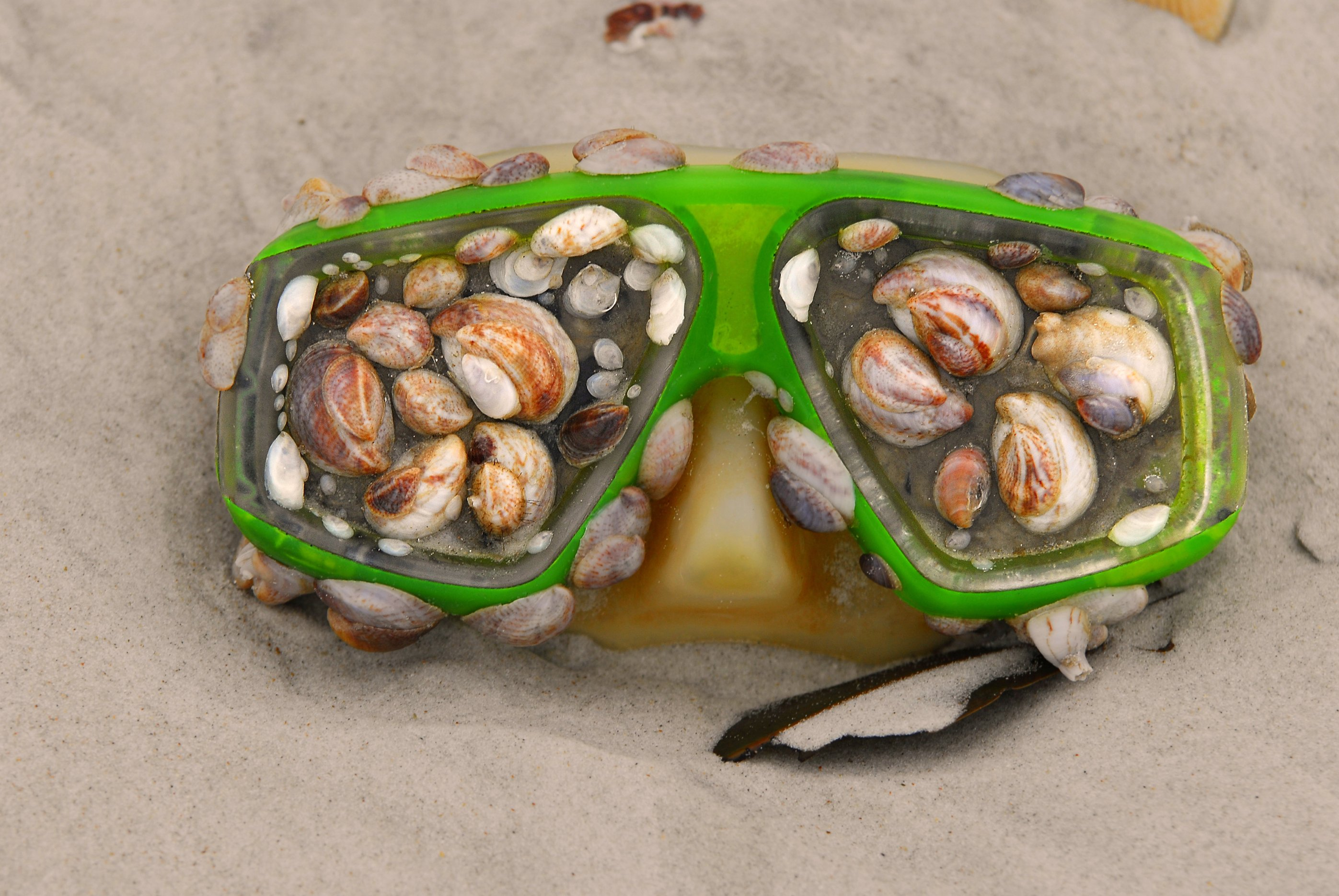
Una colonia de moluscos sujeta a una máscara de buceo encontrada en una playa.

Plastisfera es un término utilizado para referirse a ecosistemas que han evolucionado para vivir en entornos hechos de plásticos producidos por humanos.
Plástico que se ha introducido en hábitats marinos y que ha sido  anfitrión de varios microorganismos. La naturaleza hidrofóbica de las superficies plásticas estimula la rápida formación de biofilms, los cuales prestan un amplio soporte a diversas actividades metabólicas, y al crecimiento de micro y macroorganismos.
Un estudio reciente identificó más de 1,000 especies de bacterias y algas sujetas a desechos de microplásticos, incluyendo miembros del género Vibrio, el cual incluye a las bacterias que causan el cólera y otro tipo de enfermedades gastrointestinales. Algunas de estas bacterias brillan y se piensa que esto atrae a los peces que se comen a los organismos que colonizan el plástico, y estos después se alimentan del estómago de los peces.
La contaminación plástica proporciona un "barco" más duradero que el material biodegradable para llevar los organismos durante largas distancias. Este transporte de larga distancia puede transportar microbios a ecosistemas diferentes y potencialmente introducir alguna especie invasora así como algas nocivas. Los microorganismos encontrados en los desechos plásticos incluyen autótrofos, heterótrofos y simbiontes. El ecosistema creado por la plastisfera difiere del de otros materiales flotantes que lo hacen de forma natural (p.e., plumas y algas) debido a su lenta velocidad de biodegradación y otras condiciones diferentes.
Se piensa que algunos de los organismos aceleraran la biodegradación de materiales plásticos a sustancias químicas potencialmente peligrosas. Por otro lado, esto podría ser potencialmente ventajoso, cuando los científicos puedan ser capaces de utilizar los microbios para dehacer plásticos que de otra manera quedarían intactos durante un tiempo  más largo. Por otro lado, cuando el plástico se degrada en partes más pequeñas y finalmente en microplásticos,  hay una alta probabilidad de que será consumido por el plancton y se introducirá en la cadena alimentaria. Cuando el plancton es comido por organismos mayores, el plástico finalmente se puede acumular en los peces que son comidos por los humanos.
Además de microbios, los insectos se han desarrollado en áreas del océano en las  que anteriormente no podrían. El patinador de mar, por ejemplo, ha sido capaz de reproducirse en la rígida superficie proporcionada por el plástico flotante.

## Búsqueda
La plastisfera fue primeramente descrita por la  Dr. Linda Amaral-Zettler del Laboratorio Biológico Marino, el Dr. Tracy Mincer de la Institución Oceanográfica Woods Hole y el Dr. Erik Zettler de  la Asociación de Educación del Mar. Recogieron muestras plásticas durante viajes de búsqueda de la Asociación de Educación del Mar para estudiar "las clases de microbios que viven en la plastisfera, cómo  colonizan las superficies de los plásticos, y cómo  podrían afectar a los ecosistemas marinos". Analizaron los fragmentos plásticos recolectados en redes de múltiples  ubicaciones dentro del Océano Atlántico. Los investigadores utilizaron micrografía electrónica de barrido para determinar qué colonizaba la superficie plástica. "Formadores de fisuras" estaban entre los descubrimientos más notables. Los investigadores especularon que estos "formadores de fisuras" ayudan a acelerar la biodegradación formando grietas donde otros microorganismos pueden colonizar. Además, también pueden tener el potencial de romper hidrocarburos. Utilizando una "combinación de microscopio de alto poder y la más actual secuenciación de ADN ," los investigadores han sido capaces de identificar miles de organismos diversos que eran distintos del entorno "natural".